# Randolph County, West Virginia
Randolph County är ett administrativt område i delstaten West Virginia, USA, med 29 405 invånare. Den administrativa huvudorten (county seat) är Elkins.

## Geografi
Enligt United States Census Bureau har countyt en total area på 2 693 km². 2 692 km² av den arean är land och 1 km² är vatten.

### Angränsande countyn
- Tucker County - nordost
- Pendleton County - öst
- Pocahontas County - syd
- Webster County - sydväst
- Upshur County - väst
- Barbour County - nordväst

### Orter
- Beverly
- Elkins (huvudort)
- Huttonsville